# Crevoladossola
Crevoladossola é uma comuna italiana da região do Piemonte, província do Verbano Cusio Ossola, com cerca de 4.695 habitantes. Estende-se por uma área de 39 km², tendo uma densidade populacional de 120 hab/km². Faz fronteira com Bognanco, Crodo, Domodossola, Masera, Montecrestese, Trasquera, Varzo.

## Demografia
| Variação demográfica do município entre 1861 e 2011                               |
|                                                                                   |
| Fonte: Istituto Nazionale di Statistica (ISTAT) - Elaboração gráfica da Wikipedia |